# Tange Sø
Tange Sø ist Dänemarks größter künstlicher See. Er liegt in der Region Midtjylland in der Nähe der Stadt Bjerringbro.
Der See gehört dem Tange-Kraftwerk (dän.: Tangeværket), da der See im Jahr 1920 durch den Bau eines Dammes und Aufstauen der Gudenå entstand. Das Tange-Kraftwerk gehört zur Gudenå-Zentrale (dän.: Gudenaacentralen) dem größten Wasserkraftwerk Dänemarks.

## Beschreibung
Das Seeufer bei Ans besteht aus Sand und Gras und der Seegrund aus Sand und Steinen. Der Tange Sø sammelt das Wasser der Gudenå, Borre Å und der Tange Å. Der Abfluss des Sees geschieht durch ein Wasserkraftwerk. Ab hier fließt die Gudenå weiter bis zu ihrer Mündung im Randers Fjord.
Unter dem 10 km langen See befanden sich die wichtigsten Laichplätze für den früher so berühmten Gudenå-Lachs. Als der Tange Sø aufgestaut wurde, lag speziell dieser Teil unter Wasser und eine einzigartige Naturlandschaft wurde zerstört mit der Folge, dass der Lachs ausstarb. Durch Naturschutzmaßnahmen an der Gudenå (Renaturierung,  Fischtreppen) und dem Tange Sø  konnte man eine bessere Passage für die Lachse erreichen. Auch die landesweiten Bemühungen in Form der Vereinigung zur Bewahrung des Tange Sees (Foreningen til bevarelse af Tange Sø) helfen, den See in seinem natürlichen Umfeld zu bewahren.

## Tange Sø Folk Festival
In Ans findet das jährliche Tange Sø Folk Festival im Monat August direkt am See statt. Schwerpunkte der dargebotenen Musikstile sind schottische und irische Folkmusik. Außerdem werden bekannte dänische Bands mit Folk-Einschlag, wie zum Beispiel Tørfisk oder De Gyldne Løver eingeladen.